# Калинівка (Староостропільська сільська громада)
Кали́нівка (МФА: [kɐˈɫɪɲiu̯kɐ] ( прослухати)) — село в Україні, у Староостропільській сільській громаді Хмельницького району Хмельницької області. Населення становить 266 осіб. До 2020 орган місцевого самоврядування — Староостропільська сільська рада. 
Поруч зі селом розташований Калинівський лісовий заказник.
Також в селі розміщується Дитячий заклад оздоровлення та відпочинку "Калинівка". Через село протікає річка Случ. В околиці села є Самчинецьке лісове господарство.

## Герб
У зеленому щиті срібне суцвіття калини. На золотому бордюрі облямівка із червоних ягід калини. Герб є промовистим.

## Історія
7 (20) листопада 1917 року, відповідно до Третього Універсалу Української Центральної Ради, увійшло до складу Української Народної Республіки.
12 червня 2020 року, відповідно до розпорядження Кабінету Міністрів України № 727-р «Про визначення адміністративних центрів та затвердження територій територіальних громад Хмельницької області», увійшло до складу Староостропільської сільської громади.
19 липня 2020 року, після ліквідації Старокостянтинівського району, село увійшло до Хмельницького району.

## Населення

### Мова
Розподіл населення за рідною мовою за даними перепису 2001 року:
| Мова       | Кількість | Відсоток |
| ---------- | --------- | -------- |
| українська | 256       | 96.24%   |
| російська  | 9         | 3.38%    |
| білоруська | 1         | 0.38%    |
| Усього     | 266       | 100%     |